# 蓮沼蕃
蓮沼 蕃（はすぬま しげる、1883年〈明治16年〉3月26日 - 1954年〈昭和29年〉2月20日）は、日本の陸軍軍人。最終階級は陸軍大将、勲等は勲一等功二級。石川県出身。
騎兵将校として騎兵第9連隊長・騎兵集団長・騎兵監を歴任し、最後の侍従武官長を務めた。また、陸軍大学校兵学教官当時の教え子の1人が栗林忠道学生（当時陸軍騎兵中尉）である（#栗林忠道との関係）。　

## 経歴
1883年（明治16年）、旧加賀藩士・宮崎幹の長男として生まれ、蓮沼盤雄の養子となる。成城学校を経て、1903年（明治36年）11月30日、陸軍士官学校（第15期）を卒業。同期には竹田宮恒久王・梅津美治郎・多田駿・河本大作・乃木保典らがいる。日露戦争では、騎兵第10連隊附として出征した。第10師団副官を経て、1911年（明治44年）11月、陸軍大学校（23期）を卒業した。陸大同期には梅津美治郎・永田鉄山・前田利為らがいた。
参謀本部部員、ドイツ私費留学、イギリス駐在武官、陸軍騎兵実施学校教官を歴任し、シベリア出兵では浦塩派遣軍参謀として出征。さらに陸大兵学教官、騎兵第9連隊長を経て陸軍騎兵大佐当時には東宮武官兼侍従武官および侍従武官を拝命。
1931年（昭和6年）8月、陸軍少将に任官し、陸軍騎兵学校教育部長、騎兵第2旅団長、騎兵集団長などを歴任。1935年（昭和10年）8月、陸軍中将、騎兵監、第9師団長、中部防衛司令官、駐蒙兵団司令官、駐蒙軍司令官を経て、1939年（昭和14年）8月31日には帝国最後となる侍従武官長を拝命。1940年（昭和15年）12月に陸軍大将、翌年開戦の太平洋戦争（大東亜戦争）中も一貫して侍従武官長を務め、終戦後の1945年（昭和20年）11月、予備役に編入された。
1947年（昭和22年）11月28日、公職追放仮指定を受けた。
1954年（昭和29年）2月20日、死去。死去に際して昭和天皇から勅使として永積寅彦が遣わされ祭粢料を賜った。また、これとは別に天皇、皇后より菓子を、また皇后より切り花を賜った。

## 栗林忠道との関係
硫黄島防衛戦中の1945年3月7日、小笠原方面陸海軍最高指揮官（小笠原兵団長兼第109師団長）・栗林忠道陸軍中将は、最後の戦訓電報（戦闘状況や戦訓を参謀本部に報告する一連の電報）である総括電報「膽参電第三五一号」を打電した。
この「膽参電第三五一号」の宛先は参謀次長（参謀本部）だけでなく、当時は侍従武官長である蓮沼に対しても宛てられていたものであった（「参謀次長宛膽部隊長蓮沼侍従武官長ニ伝ヘラレ度）。のちの作戦立案などに生かすため参謀本部に送る戦訓電報を、大本営参謀や部隊高級指揮官（部隊長）でない蓮沼を名指しで指定した理由として、栗林が硫黄島で展開した一連の防衛戦術は、（栗林学生が）陸大当時に兵学教官であった蓮沼から教わった戦術を基本としていることによる。
- 「硫黄島ノ防備就中戦闘指導ハ 陸大以来閣下ノ御教導ノ精神ニ基クモノ多シ 小官ノ所見何卒御批判ヲ乞フ」
- 「以上多少申訳的ノ所モアルモ 小官ノ率直ナル所見ナリ何卒御笑覧下サレ度 終リニ臨ミ年釆ノ御懇情ヲ深謝スルト共二 閣下ノ御武運長久ヲ祈リ奉ル」

またそれと同時に「膽参電第三五一号」の内容は、地下陣地の計画・構築から戦闘時に至るまで多くの失態をしでかした海軍を痛烈に批判し、かつ陸海軍の統帥一元化に踏み込んだものであったため、それらが黙殺されることを危惧した栗林の気転でもあった。そのためこの「膽参電第三五一号」は蓮沼の目に留まり、蓮沼は栗林のこの統帥一元化の意思を受け止めている（内大臣『木戸幸一日記』昭和20年3月9日「十二時半、武官長来室、統帥一元云々につき話す」）。

## 栄典
位階
- 1904年（明治37年）5月17日 - 正八位[7]
- 1905年（明治38年）8月18日 - 従七位[8]
- 1910年（明治43年）9月30日 - 正七位[9]
- 1915年（大正4年）10月30日 - 従六位[10]
- 1920年（大正9年）11月30日 - 正六位[11]
- 1925年（大正14年）9月15日 - 従五位[12]
- 1930年（昭和5年）10月15日 - 正五位[13]
- 1935年（昭和10年）9月2日 - 従四位[14]
- 1937年（昭和12年）9月15日 - 正四位[15]
- 1940年（昭和15年）10月1日 - 従三位
- 1943年（昭和18年）10月15日 - 正三位

勲章等
- 1939年（昭和14年）1月16日 - 勲一等瑞宝章[16]
- 1940年（昭和15年）8月15日 - 紀元二千六百年祝典記念章[17]

## 親族
- 妻 蓮沼田鶴 - 高松徹好陸軍少佐の娘
- 長男 蓮沼宏 - 東京大学教授（応用物理学）
- 三男 蓮沼健 - 陸軍少佐
- 娘婿 河合重雄 - 陸軍中佐

## 蓮沼を演じた俳優
- 北竜二 - 『日本のいちばん長い日』（岡本喜八監督、東宝、1967年）
- 姉川新之輔 - 『日本のいちばん長い日』（原田眞人監督、松竹、2015年）